# S Tapajó (S-33)
O S Tapajó (S-33) é um submarino da Classe Tupi, da Marinha do Brasil.
Foi construído no estaleiro Arsenal de Marinha do Rio de Janeiro, Ilha das Cobras, tendo sido lançado ao mar em 5 de junho de 1998 e incorporado à Armada em 21 de dezembro de 1999.
Faz parte da estratégia de aquisição do domínio completo do ciclo "Projeto, Construção e Reparação" desses meios. Foi o terceiro desenvolvido no Brasil.
É baseado no projeto alemão do IKL-209, que originou no Brasil a Classe Tupi. Conhecido como "Marlim Azul", seu Lema é "Sempre presente, nunca detectado".

## Origem do nome
O submarino Tapajó é o terceiro navio a ostentar esse nome na Marinha do Brasil, em homenagema um grupo indígena brasileiro extinto e que habitava, no século XVII, as proximidades dos baixos rios Madeira e Tapajós, no estado brasileiro do Amazonas. O seu nome é também uma homenagem ao Rio Tapajós.

## Características Gerais
- Deslocamento: 1.150 ton (padrão), 1.440 ton (carregado em mergulho).
- Comprimento total: 61,20 metros
- Diâmetro do casco: 6,20 metros
- Velocidade: máxima de 11 nós na superfície e 21.5 nós quando imerso.
- Profundidade de operação: superior a 200 metros
- Propulsão: diesel-elétrica (4 motores diesel MTU 12V493 TY60 de 800 hp ; 4 geradores elétricos AEG de 420 Kw ; 1 motor elétrico)
- Eletricidade: 2 geradores de 1.280 kw
- Raio de ação: 10.000 milhas náuticas e 50 dias de autonomia
- Profundidade máxima de mergulho: 250 m
- Armamento: 8 tubos lançadores de torpedos, capacidade para 16 torpedos MK 48 MOD 6AT ADCAP Torpedo.
- Sistema de combate integrado AN/BYG 501 MOD 1D
- Tripulação: 33 homens